# Мервичи
Мервичи (укр. Мервичі) — село в Куликовской поселковой общине Львовского района Львовской области Украины.
Население по данным 2021 года составляло 1412 человек. Занимает площадь 22,96 км². Почтовый индекс — 80370. Телефонный код — 3252.